# Lerna (Illinois)
Lerna est un village du comté de Coles dans l'Illinois, aux États-Unis,. Il est incorporé le 6 mai 1890.

## Démographie
Lors du recensement de 2010, le village comptait une population de 286 habitants. Elle est estimée, en 2016, à 281 habitants.

## Source de la traduction
- (en) Cet article est partiellement ou en totalité issu de l’article de Wikipédia en anglais intitulé « Lerna, Illinois » (voir la liste des auteurs).